# Stewball
Stewball (prononcé : [ˈstjuːbɔːl]) est une chanson d'origine anglo-saxonne adaptée en français par Pierre Delanoë et Hugues Aufray et interprétée par ce dernier. Elle sort en 1966 sur un super 45 tours de quatre titres où figure également Céline. Ces deux chansons comptent parmi les plus importants succès de Hugues Aufray.

## Origine de la chanson et variations dans les paroles originales
Sources, :
Au départ, il y a, au XVIIIe siècle, un cheval de course britannique nommé Skewball (en) dont la réputation de gagnant est telle que cela a donné naissance à une ballade devenue elle aussi célèbre et intemporelle.
L'origine de la chanson remonte au XVIIIe siècle. Elle fut créée pour célébrer une victoire de Skewball, le cheval blanc à taches alezanes  sur une jument grise lors d'une course hippique qui eut lieu à Kildare en Irlande. Les origines de Skewball étant modestes alors que la jument grise appartenait à un riche propriétaire, la chanson célèbre symboliquement la victoire du pauvre sur le riche.
Au fil des ans, des variantes de la ballade apparaissent, une version intitulée The Plains of Kildare, chantée par Andy Irvine et Paul Brady, voit le jour en 1976, ainsi qu'une autre, Skewbald interprétée par Albert Lloyd mais l'histoire globale du cheval d'origine modeste qui gagne la course demeure.
La chanson s'implante en Amérique, avec les émigrés Irlandais et subit musicalement des transformations, le nom du cheval n'est plus Skewball mais Stewball. Elle devient un chant de travail, dans la communauté afro-américaine d'une part et, d'autre part, dans les pénitenciers du sud des États-Unis où Stewball est la plus répandue des chain gang songs selon John et Alan Lomax dans leur livre American Ballads and Folk Songs.
Les bluesmen s'en emparent, Leadbelly, Woody Guthrie, Memphis Slim ou Willie Dixon l'enregistrent. Dans ces versions, Stewball est parfois un cheval noir et aveugle, il court tellement vite qu'il laisse son ombre derrière lui, c'est le cheval sur lequel il faut parier, alors que son adversaire malheureux, Molly la jument grise, tombe pendant la course.
Parallèlement, la chanson a fait son chemin chez les immigrants blancs venus d'Europe. Elle est enregistrée par le groupe folk The Weavers puis par The Greenbriar Boys. La version de ces derniers est reprise par Peter, Paul and Mary, Joan Baez et par The Hollies en Grande-Bretagne.

### Influences
La musique de la chanson Happy Xmas (War Is Over) de John Lennon et Yoko Ono est basée sur celle de Stewball.

## L'adaptation française par Hugues Aufray et Pierre Delanoë
En 1966, Pierre Delanoë et Hugues Aufray adaptent Stewball en français, avec un changement majeur dans le texte puisque ce n'est plus la jument Molly qui chute lors d'une course, mais Stewball qui se brise une jambe et doit être achevé.

### Discographie
1966 : Super 45 tours Barclay 71061 : Céline, Les mercenaires - Stewball, Le bon dieu s'ennuyait (On remarque que Stewball est écrit sur le verso de la pochette Stweball). La chanson orthographiée sur la pochette Le Bon Dieu s'ennuyait, est en réalité Le Bon Dieu s'énervait,[source insuffisante].

### Reprises
Après Hugues Aufray, divers interprètes ont repris la chanson en français. Parmi eux, l'ensemble vocal Vox Angeli en 2010 ou Alpha Blondy dans une version reggae en 2011.